# カール・アーブラハム
カール・アーブラハム（Karl Abraham, 1877年5月3日 - 1925年12月25日）はドイツの最初の精神分析医。リビドー発達、躁うつ病などを研究した。
1910年ベルリン精神分析学会 Berlin Psychoanalytic Institute(Berliner Psychoanalytische Institut) を設立し、国際精神分析協会 International Psychoanalytical Association の指導者であった。

## アーブラハムの門人
- フェーリックス・ベーム Felix Boehm
- ヘレーネ・ドイチュ
- ルードルフ・フェルスター Rudolf Foerster
- エドワード・グローヴァー Edward Glover
- ジェームズ・グローヴァー James Glover
- カレン・ホーナイ
- メラニー・クライン
- ハンス・リーバーマン Hans Liebermann
- ヨジーネ・ミュラー Josine Müller
- カール・ミュラー＝ブラウンシュヴァイク Carl Müller-Braunschweig
- ラドー・シャーンドル Sándor Radó
- テーオドール・ライク Theodor Reik
- エルンスト・ジンメル Ernst Simmel
- アリックス・ストレーチー Alix Strachey